# Dieudonné d'Estaing
Pour les autres membres de la famille, voir Famille d'Estaing.

Dieudonné d'Estaing, aussi Déodat d'Estaing,, mort en 1408, est un prélat français, évêque de Saint-Paul-Trois-Châteaux au XIVe siècle et au XVe siècle. 

## Biographie
Dieudonné est un frère ou un neveu du cardinal Pierre d'Estaing.
Dieudonné d'Estaing est chanoine de Saint-André à Vienne. Le cardinal Pierre d'Estaing le fait doyen de Layon et puis évêque de Saint-Paul-Trois-Châteaux.

## Sources
- Ressource relative à la religion :   - Catholic Hierarchy

1. ↑  « L'illustre famille d'Estaing », sur www.estaingdouze.fr (consulté le 9 avril 2017)
2. 1 2  « Dieudonné (ou Déodat) d'Estaing », sur d.delagaye.free.fr (consulté le 9 avril 2017)

[réf. souhaitée]